# Lamorlaye
Lamorlaye – miejscowość i gmina we Francji, w regionie Hauts-de-France, w departamencie Oise.
Według danych na rok 1990 gminę zamieszkiwało 7709 osób, a gęstość zaludnienia wynosiła 503 osoby/km² (wśród 2293 gmin Pikardii Lamorlaye plasuje się na 26. miejscu pod względem liczby ludności, natomiast pod względem powierzchni na miejscu 185.).